# Psychotria grumilia
Psychotria grumilia är en måreväxtart som först beskrevs av Carl Ernst Otto Kuntze, och fick sitt nu gällande namn av Ernest Marie Antoine Petit. Psychotria grumilia ingår i släktet Psychotria och familjen måreväxter. Inga underarter finns listade i Catalogue of Life.